# Fiodor Akimienko
Fiodor Stiepanowicz Akimienko (Jakimienko), także Théodore Akimenko (ros. Фёдор Степанович Акименко, ukr. Федір Степанович Якименко; ur. 8 lutego?/20 lutego 1876 w Charkowie, zm. 3 stycznia 1945 w Paryżu) – rosyjski i ukraiński kompozytor i pianista.

## Życiorys
Studiował w Petersburgu w szkole przy carskiej kapeli śpiewaczej (1886–1890) u M.A. Bałakiriewa, a następnie w Konserwatorium Petersburskim (1895–1900) u Anatolija Ladowa, Nikołaja Rimskiego-Korsakowa i Jāzepsa Vītolsa. Udzielał prywatnie lekcji Igorowi Strawinskiemu, którego był pierwszym nauczycielem. W latach 1903–1906 przebywał w Nicei. Od 1915 do 1923 roku wykładowca Konserwatorium Petersburskiego. W 1923 roku wyemigrował z radzieckiej Rosji, początkowo do Pragi, a w 1929 roku osiadł we Francji.
Rękopisy utworów kompozytora znajdują się w zbiorach Biblioteki Narodowej Francji.

## Twórczość
Tworzył pod wpływem Głazunowa i kompozytorów z kręgu Mitrofana Bielajewa, a także francuskich impresjonistów. Skomponował m.in. operę Fieja sniegow (1914), Poemat liryczny na orkiestrę, Uwerturę, Pastorale na obój i fortepian, Petite ballade na klarnet i fortepian, 2 sonaty skrzypcowe, sonatę wiolonczelową, 2 sonaty-fantazje na fortepian, suity Uranie, Récits d’une âme rêveuse i Pages de poésie fantasque, utwory fortepianowe, pieśni na głos i fortepian.